# In the Year of the Boar and Jackie Robinson
In the Year of the Boar and Jackie Robinson est un roman pour enfants de Bette Bao Lord. Cet ouvrage de 169 pages est publié en 1984 et fait figure de classique de la littérature pour la jeunesse. Cette œuvre réaliste narre l'histoire d'une petite fille chinoise, Shirley Temple Wong, migrant aux États-Unis après la Seconde Guerre mondiale. Elle découvre la culture américaine et rencontre notamment Jackie Robinson, le joueur noir de baseball qui brisa la ségrégation dans le baseball en 1947.